# Silvano Costi
Silvano Costi (Roma, 13 maggio 1927 – Roma, 16 dicembre 1993) è stato un politico italiano del Partito Socialista Democratico Italiano.
Deputato dal 1979 al 1992, è stato Sottosegretario alla Marina Mercantile nel Governo Craxi I (1984-1986) e nel Governo Craxi II (1986-1987) e Sottosegretario al Lavoro e alla Previdenza sociale nel Governo Goria (1987-1988) e nel Governo De Mita (1988-1989). Era il fratello di Robinio Costi, anche lui deputato del PSDI.